# 马国超
马国超（1939年—），回族，马本斋之子，中华人民共和国政治人物、第十一届全国政协委员。
1952年毕业于华北军区政治部八一学校，1959年入伍，1963年毕业于解放军测绘学院海测系，后加入中国共产党，历任解放军测绘学院学员，海军北海舰队海测大队测量员、海军政治部群工部部长、秘书长，中国人民解放军海军航空兵副政治委员。2008年，当选第十一届全国政协委员，代表少数民族界，分入第四十九组。并担任民族和宗教委员会专委。